# Petrus en Pauluskerk (Potsdam)
De HH. Petrus en Pauluskerk (Duits: Kirche St. Peter und Paul) is een rooms-katholieke parochiekerk in het centrum van de binnenstad van Potsdam en sluit de Brandenburger Straße naar het oosten toe af.

## Geschiedenis
Aan de huidige kerk ging een barokke voorganger uit 1738 vooraf. De op kosten van Frederik Willem I van Pruisen gebouwde vakwerkkerk had geen toren en bevond zich op het terrein van de koninklijke wapenfabriek, waar katholieke vaklieden uit Luik werden aangesteld. De kerk werd tot 1870 gebruikt en aan het barokke kerkgebouw herinneren nog de altaarschilderijen van de bekende barok- en rococoschilder Antoine Pesne.
Na meer dan 100 jaar werd de kerk voor de voortdurend groeiende gemeente te klein en bouwvallig. De architect August Schüler leverde in 1856 reeds ontwerpen in voor nieuwbouw, die na zijn dood door Wilhelm Salzenberg verder ontwikkeld werden. In plaats van een westelijke façade met twee torens voegde laatstgenoemde een naar italiaans voorbeeld ontworpen klokkentoren toe en Schülers halfronde apsis werd in het nieuwe plan een trikonchos met een dwerggalerij, zoals dit ook voorkomt bij romaanse kerkgebouwen in het Rijnland. De plechtige eerstesteenlegging volgde op 4 juni 1867. De bouw werd op 7 augustus 1870 voltooid met een wijding door proost Robert Herzog.  
Tegen het einde van de  Tweede Wereldoorlog leed de Petrus-en-Pauluskerk schade aan de vensters en het dak. Het na de oorlog ingezette herstel eindigde op 27 juni 1950 met een wijding.
Tussen 2002 en 2006 werden in opdracht van de parochie het kerkschip, het dakgestoelte en de klokkentoren gerestaureerd.

## Architectuur
De kerk is in eclectische stijl gebouwd. Er werden byzantijnse en romaanse en binnen in de kerk ook classicistische stijlelementen toegepast. Het meest valt de 64 meter hoge toren op, een kopie van de campanile van de San Zeno-basiliek in Verona. In de toren hangen klokken die werden vernoemd naar Maria, Petrus en Paulus en Benedictus.
Boven het hoofdportaal staan in nissen onder een gevel de beelden van de beide apostelen Petrus en Paulus met in het midden Maria met het Christuskind. 
De kerk werd in de vorm van een grieks kruis gebouwd en meet 65 meter bij 38 meter. 

## Interieur

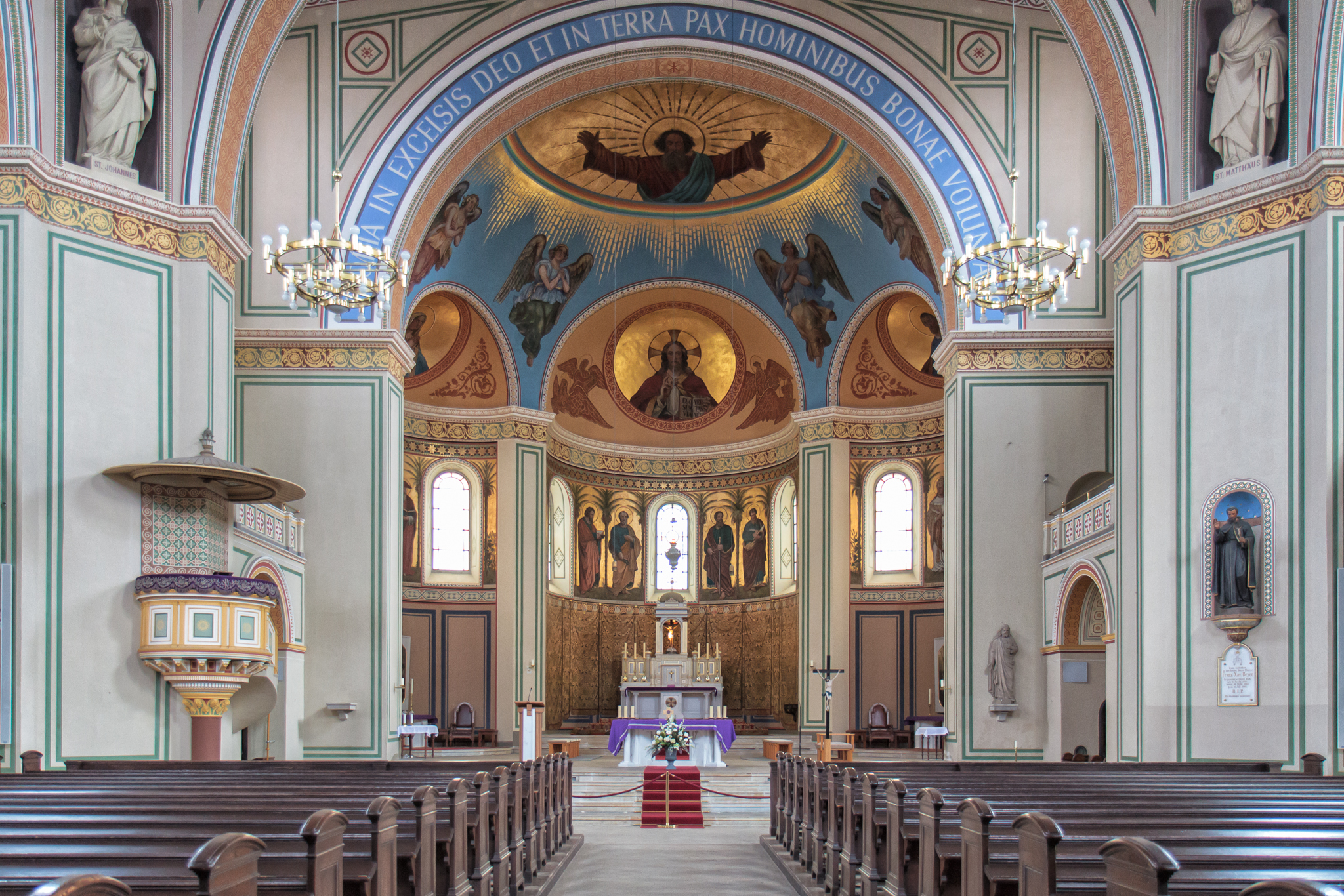
interieur

In de triomfboog staat de tekst gloria in excelsis deo et in terra pax hominibus bonae voluntatis. Het koor is beschilderd met boven een afbeelding van God de Vader als Schepper der Wereld omgeven met de regenboog en een stralenkrans. In de middelste apsis is de Zoon van God de vier apocalyptische dieren afgebeeld met in Zijn hand een boek met de tekst ego sum via veritas et vita. De Drievuldigheid wordt gecompleteerd met het venster dat een duif uitbeelt, het symbool van de Heilige Geest. In de zijapsissen zijn muurschilderingen van Maria en Jozef. Tussen de vensters bevinden zich muurschilderingen van evangelisten, kerkvaders en heiligen tussen palmbomen.
In de kerk bevinden zich drie schilderijen van Antoine Pesne. Het altaar in de rechter zijgalerij is het uit de barokke voorganger stammende hoogaltaar met Pesne's schilderij Christus' doodsangst in Getsemane. Ook de schilderijen in de zijaltaren in de zijapsissen zijn van de hand van de hofschilder Antoine Pesne. Het linker zijaltaar toont de heilige Dominicus die de rozenkrans van de Moeder Gods ontvangt en het rechter zijaltaar, het beschermengelaltaar, de aartsengel Rafaël die de jonge Tobias vergezelt.
Onder de rechter galerij bevindt zich een kruisigingsgroep waarvan het kruis uit de 17e eeuw stamt. Het beeld van de Moeder der Smarten is een kunstwerk uit Beieren en werd in de 20e eeuw door de kerk aangekocht. 